# 1301
1301 (MCCCI) a fost un an obișnuit al calendarului iulian, care a început într-o zi de marți.

## Evenimente
- 14 ianuarie: Stingerea dinastiei Arpadiene din Ungaria, odată cu moartea regelui Andrei al III-lea; regatul cade pradă anarhiei.
- 7 februarie: Edward de Caernarvon (viitorul rege Eduard al II-lea al Angliei) devine primul prinț de Wales (Țara Galilor).
- 13 aprilie: Scrisoare a papei Bonifaciu al VIII-lea, prin care solicită electorilor Imperiului romano-german să compare în fața lui Albert I de Habsburg.
- 12 iulie: Episcopul Bernard Saisset îl acuză pe regele Filip al IV-lea al Franței de falsificare de bani.
- 24 octombrie: Arestarea lui Bernard Saisset, episcop de Pamiers, partizan al ideilor papei Bonifaciu al VIII-lea, pentru trădare.
- 1 noiembrie: Carol de Valois este primit în Florența ca pacificator al cetății.
- 5 decembrie: Papa Bonifaciu al VIII-lea emite bula Ausculta fili, prin care afirmă subordonarea puterii temporale și solicită eliberarea episcopului Bernard Saisset.
- 8 decembrie: Ordonanță a regelui Franței Filip al IV-lea cel Frumos împotriva exceselor Inchiziției.

### Nedatate
- După moartea lui Leon I de Halici, Volynia este progresiv integrată în statul lituanian, în vreme ce Galiția este disputată între Polonia și Ungaria.
- Foamete și epidemii în Castilia, având efect moartea a 25% din populație.
- Revoltă a artizanilor din Magdeburg.

## Arte, științe, literatură și filosofie
- 25 octombrie: Apariția cometei Halley.
- Cimabue creează mozaicul reprezentându-l pe Sfântul Ioan din absida catedralei din Pisa.
- Dante Alighieri este alungat din Florența și pleacă în exil.
- Excomunicat de către papă, Giacopone din Todi compune în închisoare celebrele sale cântece (Laudi).

## Nașteri
- 23 iulie: Otto al IV-lea de Habsburg, duce de Austria (d. 1339)
- 7 octombrie: Alexandru I Mihailovici, mare cneaz de Tver (d. 1339)
- Guillaume de Machaut, muzician francez (d. ?)
- Ibn Kathir, om de știință arab (d. 1373)
- Ni Zan, pictor chinez (d. 1374)

## Decese
- 14 ianuarie: Andrei al III-lea, 35 ani, rege al Ungariei (n.c. 1265)
- 20 februarie: Asukai Gayu, poet japonez (n. 1241)
- 3 septembrie: Alberto I della Scala, senior de Verona (n. 1245?)

- Dietrich I de Isenberg, 85 ani, conte de Limburg (n. 1215)
- Lev I Danilovici, 72 ani, rege al Galiției (n.c. 1228)

## Înscăunări
- 27 august: Venceslau al III-lea, ca rege al Ungariei (1301-1305)

- Iuri I de Lvovici, cneaz al Galiției (1301-1308)